# Finkenwerder Fleet

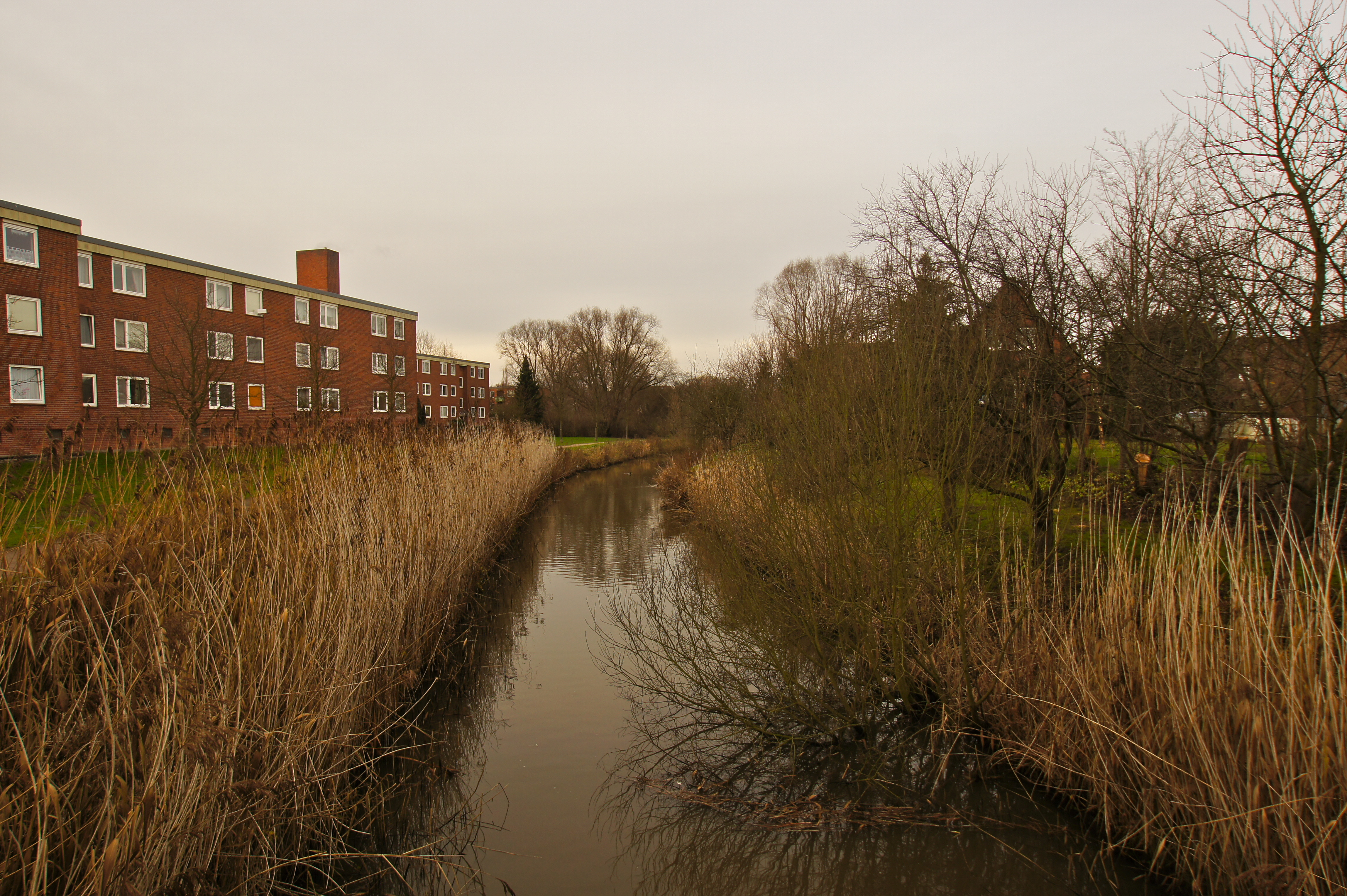
El curs d'aigua des del pont per a vianants al carrer Lassdrift

El Finkenwerder Fleet (en baix alemany Finkwarder Fleet) és un riu canalitzat al barri de Finkenwerder a l'estat d'Hamburg a la riba esquerra de l'Elba.
El seu nom en baix alemany Fleet (riu), ja ens indica que es tracta d'un curs d'aigua natural. Regava l'illa de Finkenwerder i desguassa a l'Elba, mitjançant una resclosa de desguàs al dic Nessdeich, que separava l'illa de les terres fora del dic inundables. Des de finals del segle xix és van alçar les terres fora del dic en utilitzar la fang de dragatge de l'Elba, per crear tres molls (el Nesskanal, Rüschkanal i el Steendiekkanal), una drassana i altres activitats industrials. Quan es va crear i eixamplar la fàbrica d'Airbus, el tram fora del dic va entubar-se i la desembocadura a l'Elba no queda visible 
Com la quasi totalitat dels fleets de la regió d'Hamburg, del seu estat actual força canalitzat, no es pot inferir gaire el curs original, per les intervencions humanes al llarg d'un mil·lenni.
Afluents
- Dwarspriel
- Lassdrift
- Uns weterings sense nom

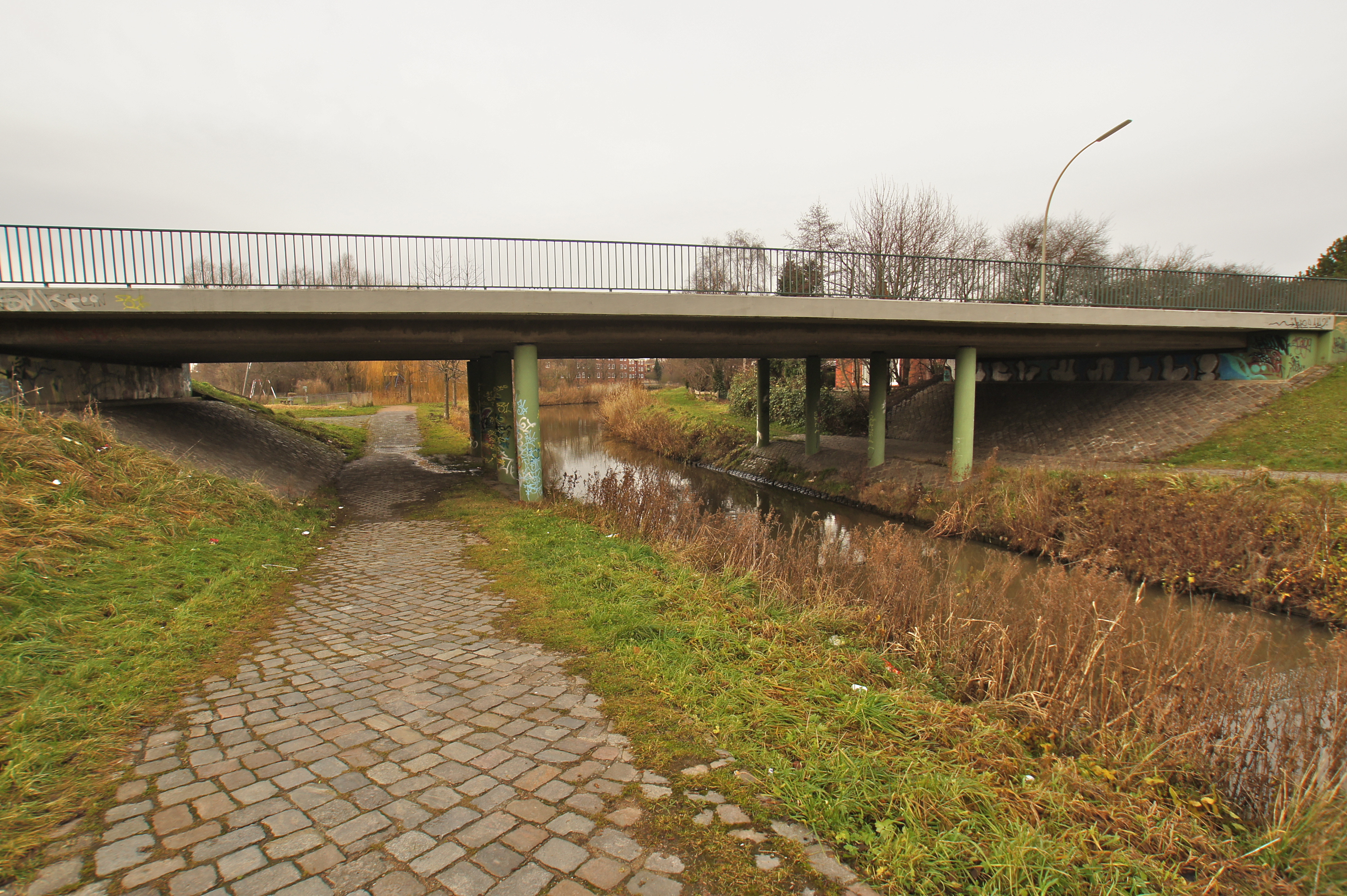
Pont del carrer Rudolf Kinnau
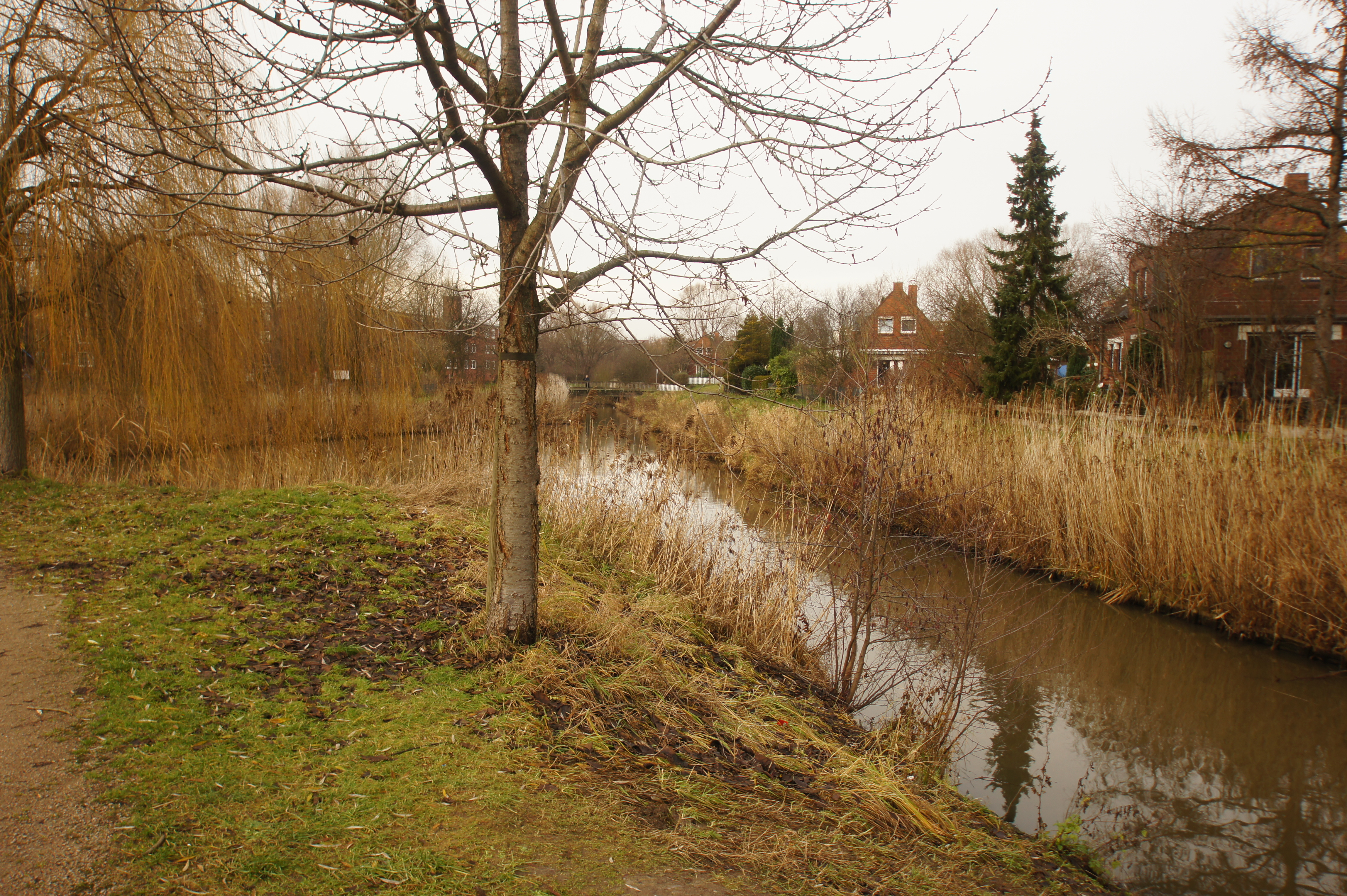
Estany al qual el Finkenwerder Fleet entubat desguassa al Finkenwerder Fleet
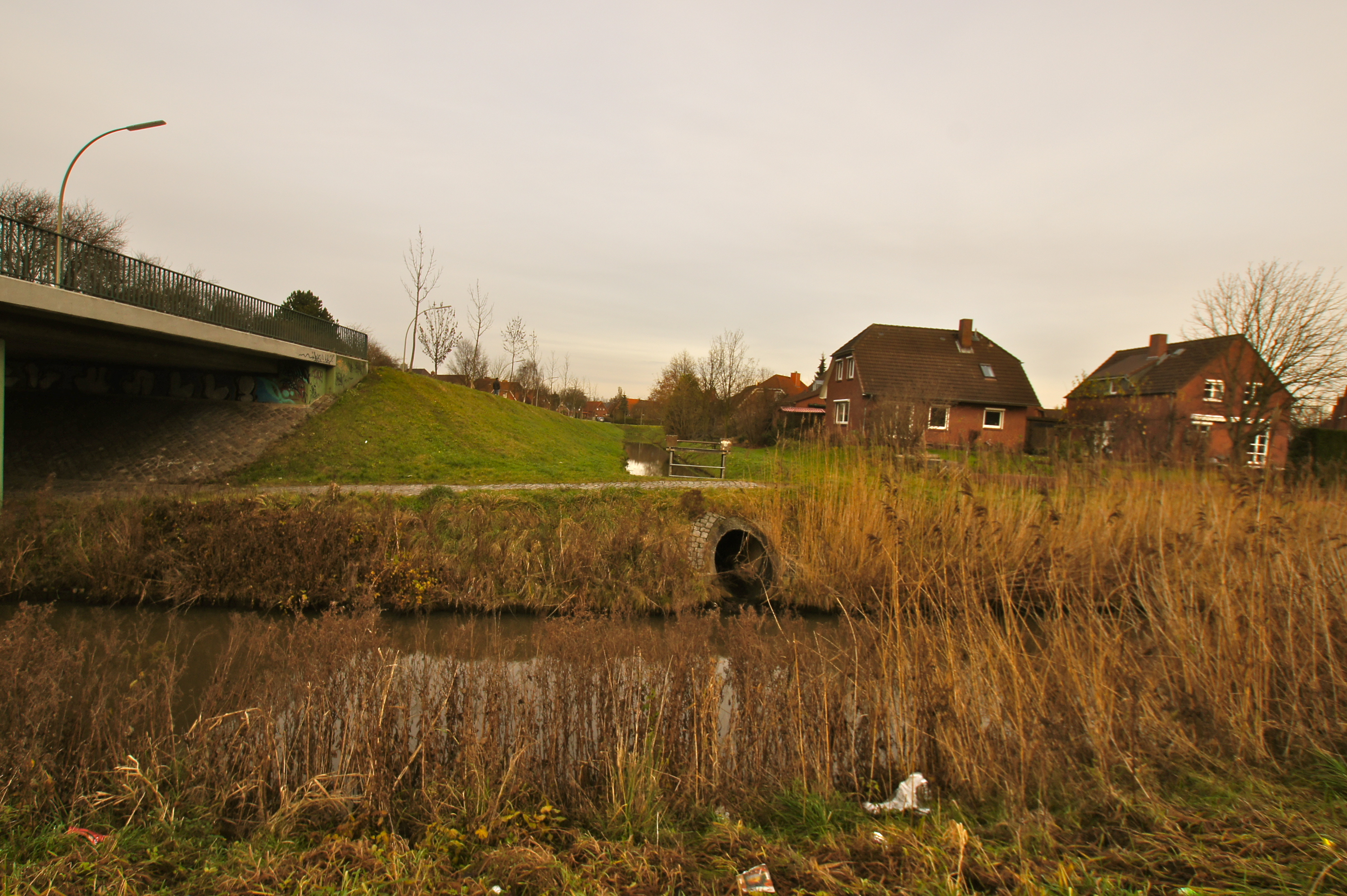
Un wetering desguassa al Fleet
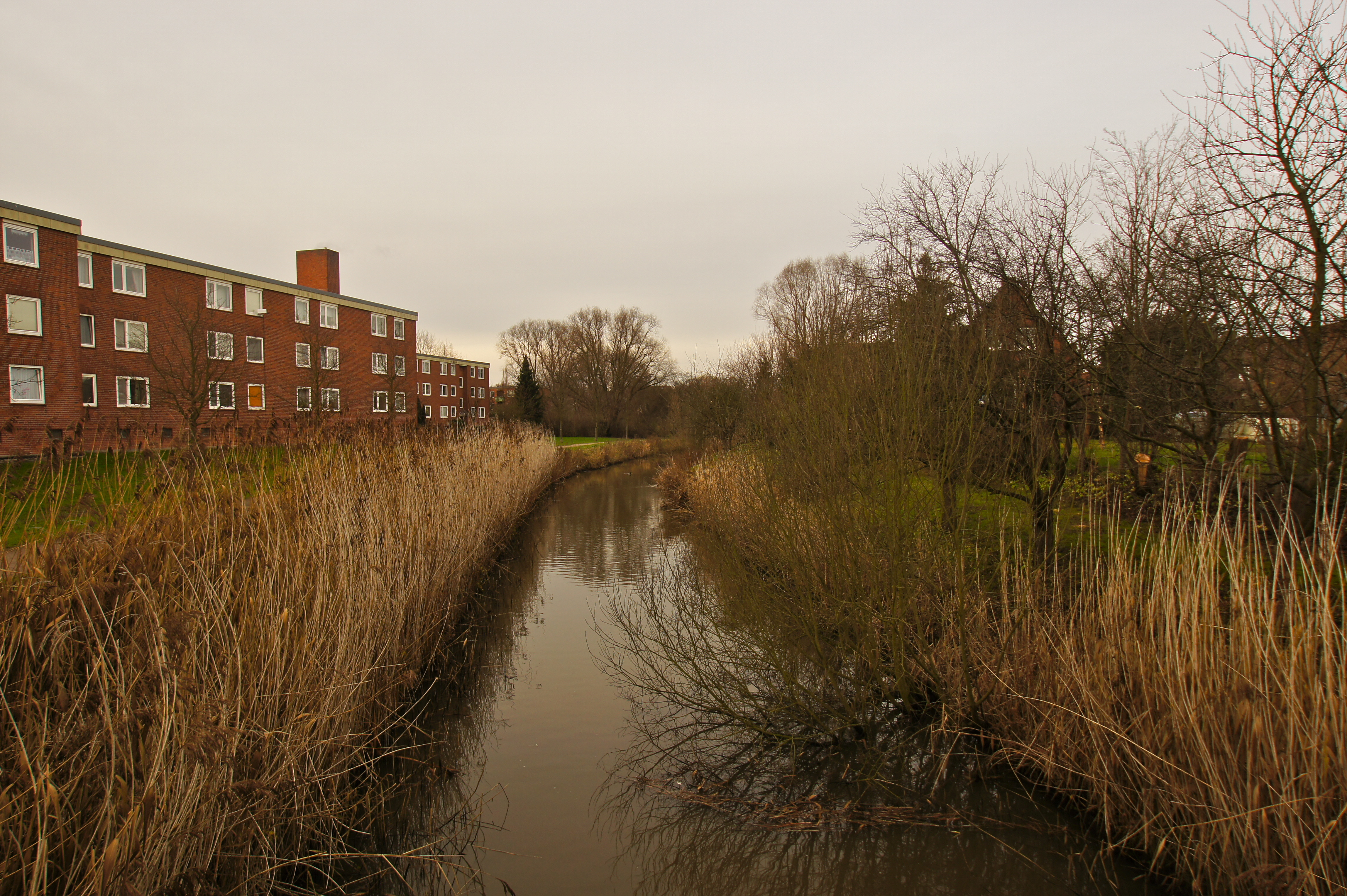
Cases a la riba de l'aigua